# Ouka Leele
Ouka Leele, de son vrai nom Bárbara Allende Gil de Biedma, est une photographe espagnole née à Madrid le 29 juin 1957 et morte le 24 mai 2022 dans la même ville.

## Biographie
Née à Madrid en 1957, Ouka Leele s'intéresse à la peinture dès son enfance,. Le régime de dictature du général Franco sombre rapidement à la suite de la mort de ce militaire en 1975, et l'Espagne redevient une démocratie. S'ouvre une période d'ouverture au monde, avec un sentiment de grande liberté pour la jeunesse espagnole, la movida.
Elle complète sa connaissance de la photographie au Photocentro, une école de photographie de Madrid, dès 1976, publie sa première série de photos Noir&Blanc la même année, est citée dans un ouvrage de 1976 également, Principio. Nueve jóvenes fotógrafos españoles, et fait l'objet d'une première exposition en 1978. Ses photos sont mises en scène, en ville mais aussi à la campagne. Sollicitée pour faire de la couleur, elle y est réticente dans un premier temps. Finalement, elle choisit de photographier en N&B, puis de repeindre ces photos en couleur, le plus souvent à l’aquarelle et avec des couleurs chaudes et vives, et de rephotographier le résultat, obtenant une image hybride entre peinture et photographie, insolite, souvent burlesque,.
Elle devient une des figures principales de la movida madrilène et influence la photographie européenne. Elle s'installe à Barcelone en 1978. Sa série la plus célèbre est Peluquería [ Salon de coiffure ], parue en 1978. Elle y fait poser ses voisins, ses amis, ses proches, avec en guise de coiffure, des citrons, ou bien un poulpe, des couteaux, des seringues, des tortues, etc. Elle se choisit ce pseudonyme de Ouka Leele, évoquant une œuvre d'un peintre espagnol qui lui est contemporain, El Hortelano (es), Puis elle mettra à contribution des vedettes et des anonymes,,.
Elle séjourne à New York et Mexico, puis revient en Espagne en 1981. Elle expose dans de nombreuses villes et festivals de photographie : Paris (Mois de la Photo), Londres, Tokyo, Sao Paulo ou New York, Rencontres d'Arles, etc,,. À la fin des années 1980, les couleurs s'apaisent, même si la technique et le processus de création restent les mêmes. Les évocations surréalistes subsistent.
Ouka Leele est lauréate du Prix national de la photographie (Espagne) en 2005.
Elle est membre de l'Agence VU.
Sa sœur aînée, Patricia Allende, est également photographe.

## Collections (partielle)
- Centre de la Vieille Charité, Marseille
- Centre andalou de la photographie
- Colección Arco, Madrid
- Fondation Cartier, París
- Fondation La Caixa, Barcelone
- Institut Cervantes, Lisbonne
- Musée Reina Sofía. Madrid
- Tabaco Gitanes, París.

## Publications
- (es) Poesía en Carne Viva, éditions Atlantis, 2006
- (es) Ouka Leele. El nombre de una estrella, éditions Ellago Ediciones, 2006

## Expositions
- 23 octobre - 18 décembre 1988 : Ouka Lele pour Philippe Model, Fondation Cartier pour l'art contemporain[7].
- 28 mai - 30 juillet 2021 : Ouka Leele : de la misma sustancia que los sueños, Santander, Centro de Documentación de la Imagen[8].
- 2 juin - 24 octobre 2021 : Ouka Leele : supernova : fotografías y dibujos : la galaxia de Bárbara Allende, Madrid, Sala Goya, Círculo de Bellas Artes, dans le cadre du festival PHotoEspaña[9].